# Nyssodectes concinna
Nyssodectes concinna là một loài bọ cánh cứng trong họ Cerambycidae.